# Tratado de Liubutsk
El Tratado de Liubutsk fue un tratado de paz firmado en verano de 1372 entre Algirdas, Gran Duque de Lituania y Dmitri Donskói, Príncipe de Moscú. El tratado procuró un período de siete años de paz.
La influencia y el poder del Gran Ducado de Moscú crecieron gradualmente y sus intereses entraron en conflicto con los de Lituania. Tras la Batalla de las Aguas Azules en 1362 Lituania tomó Kiev, convirtiéndose en vecino directo de Moscú. Algirdas dio apoyo a Tver, el principal rival regional de Moscú, e intentó promover a su cuñado Mijaíl II de Tver al trono de Vladímir, que durante largo tiempo había sido una posesión de Moscú. Tras dos campañas en 1368 y 1370 en las que había alcanzado Moscú pero no había podido tomar el Kremlin, en 1372 Algirdas organizó un tercer ataque, que se detuvo cerca de Liubutsk, un pueblo a orillas del río Oká al nordeste de Tula. Las tropas de vanguardia lituanas fueron derrotadas y tuvieron que retirarse. Algirdas aseguró su posición en colinas escarpadas y se enfrentó al ejército de Dmitri. Después de un período de punto muerto, se acordó el tratado de paz. Algirdas se comprometió a abandonar los planes de ascenso la trono de Vladímir de Mijaíl y a poner fin a su asistencia a Tver. La paz duró durante siete años hasta 1379, cuando al morir Algirdas en 1377 su hijo mayor Andréi de Pólotsk se alió con Moscú contra Jogaila.
Las expediciones a Moscú consumieron muchos recursos, pero no consiguieron ningún resultado significativo. Reforzaron el prestigio y la influencia de Moscú en el pueblo ruso y significaron el fin de la expansión hacia el este lituana en tierras eslavas.